# Scharhörn

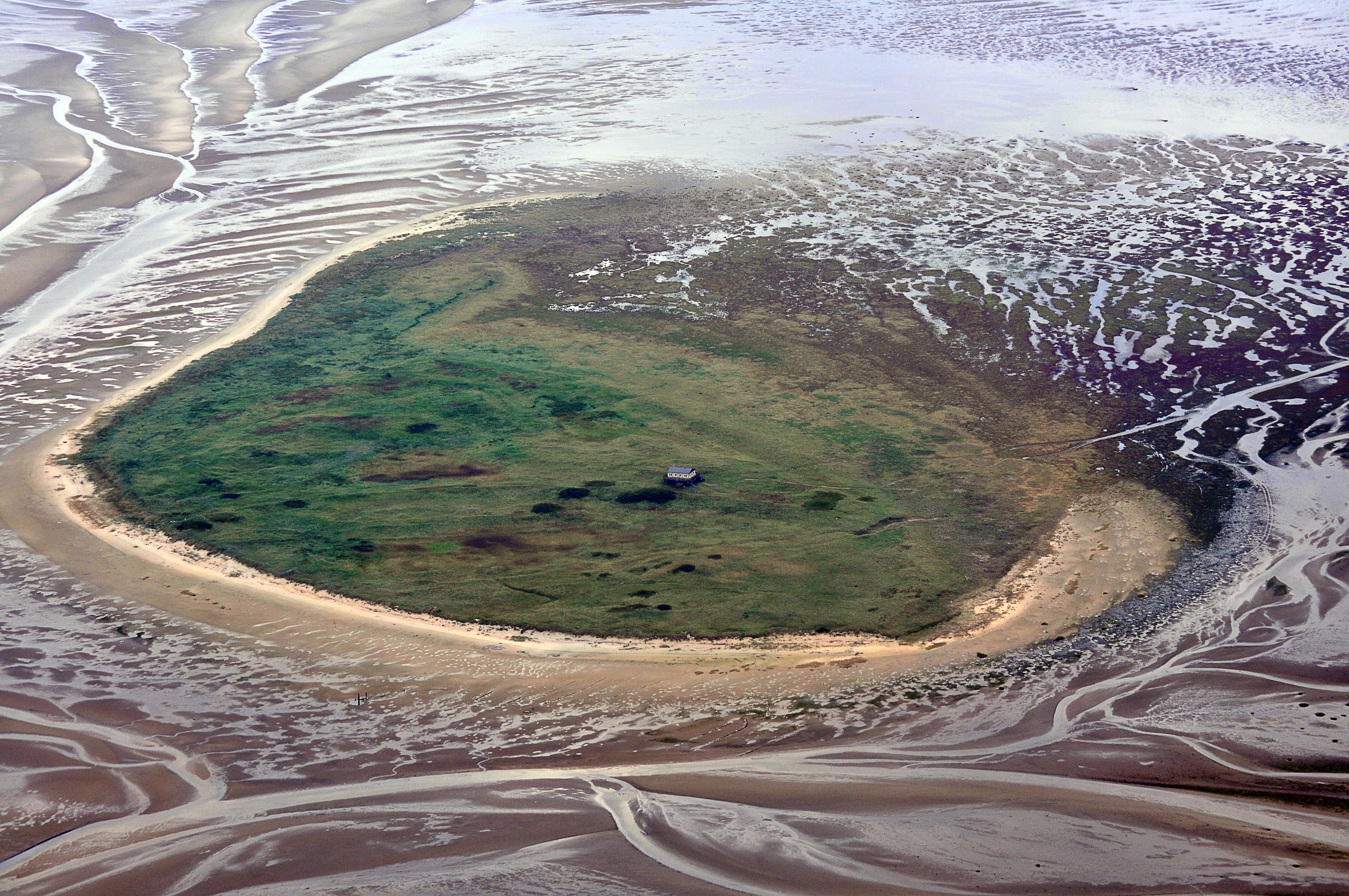
Scharhörn

Scharhörn is een onbewoond Duits waddeneiland, 4 km ten noordwesten van Neuwerk. Het eiland hoort bestuurlijk bij Hamburg (district Hamburg-Mitte) en maakt deel uit van het nationaal park Hamburgisches Wattenmeer.
Het 20 ha grote eiland ligt samen met het kunstmatige Nigehörn op de Scharhörnplatte, dat een omvang van 500 ha heeft. Het eiland staat droog bij normaal vloedniveau, maar heeft geen bescherming tegen stormvloed.
De gehele Scharhörnplatte is beschermd vogelgebied en niet vrij toegankelijk.
- Gemeinsame Normdatei: 4052088-2
- Virtual International Authority File: 247175024